# Clonacris sila
Clonacris sila är en insektsart som beskrevs av Rehn, J.A.G. 1944. Clonacris sila ingår i släktet Clonacris och familjen gräshoppor. Inga underarter finns listade i Catalogue of Life.